# Нахичеванский уезд
Нахичева́нский уезд — административная единица в составе последовательно Грузино-Имеретинской, Тифлисской, Эриванской губерний Российской империи. Центр — город Нахичевань.

## История
Нахичеванский уезд был образован в 1840 году в составе Грузино-Имеретинской губернии. В 1846 году отнесён к Тифлисской губернии. В 1849 году от Нахичеванского уезда был отделен Ордубадский участок и отнесен к новобразованному Ордубадскому уезду, и оба уезда вошли в состав новобразованной Эриванской губернии. В 1867 году был упразднен Ордубадский уезд, часть его территории была включена в Нахичеванский уезд. В 1870 году Шарурский участок был отделен от Эриванского уезда и отнесен к Нахичеванскому. В 1874 году из северной части Нахичеванского уезда выделен Шаруро-Даралагезский уезд.

## Население
Согласно ЭСБЕ население уезда в 1890-х годах составляло 86 878 чел. В уезде находилась 1 православная церковь, 58 армянских церквей, 66 мечетей и молитвенных домов. 
Данные согласно первой всеобщей переписи населения Российской империи 1897 г.. Всего в уезде проживало 100 771 человек, из них грамотных 6 248 (6,2 %), в том числе в городах Нахичевань — 8 790 чел., Ордубад — 4 611 чел.

### Национальный состав в 1897 году
| Год    | Население всего, чел. | Татары (азербайджанцы) | Армяне           | Великорусы (русские), малорусы (украинцы), белорусы | Курды и езиды | Поляки       | Грузины     | Греки       | Персы       | Немцы     | Айсоры (ассирийцы) | Евреи       | Остальные   |
| ------ | --------------------- | ---------------------- | ---------------- | --------------------------------------------------- | ------------- | ------------ | ----------- | ----------- | ----------- | --------- | ------------------ | ----------- | ----------- |
| 1890-е | 86 878                | 49 477 (56,95 %)       | 36 845 (42,21 %) | 191 (0,22 %)                                        | 487 (0,56 %)  | ---          | ---         | ---         | ---         | ---       | ---                | ---         | 52 (0,06 %) |
| 1897   | 100 771               | 64 151 (63,66 %)       | 34 672 (34,41 %) | 1 014 (1,01 %)                                      | 639 (0,63 %)  | 154 (0,15 %) | 42 (0,04 %) | 18 (0,02 %) | 16 (0,02 %) | 9 (<0,01) | 9 (<0,01)          | 4 (<0.01 %) | 43 (0,04 %) |

### Национальный и религиозный состав в начале XX века
Национальный состав в 1914 году:
- Армяне (ААЦ) — 55 571 (39,70 %),
- Армяне (православные) — 1 (<0,01 %),
- Мусульмане-шииты — 82 104 (58,70 %),
- Мусульмане-сунниты — 311 (0,22 %),
- Курды — 451 (0,32 %),
- Езиды — 33 (0,22 %),
- Ассирийцы и другие христиане — 115 (0,08 %),
- Славяне (в основном русские, православные) — 650 (0,46 %),
- Европейцы — 51 (0,04 %),
- Цыгане — 39 (0,03 %),
- Всего, чел. — 139 880[1].

По данным «Кавказского календаря» на 1915 год, к началу 1914 году в уезде проживало 136 174 человек, из них: мусульман-шиитов — 80 826, армян — 53 684, русских — 842 и др.

## Административное деление
В 1913 году в уезд входило 13 сельских правлений:
| - Абракунисское — с. Абракунис, - Азинское — с. Азы, - Акулисское Верхнее — с. Акулисы-верхние, - Ванандское — с. Вананд, - Джагринское — с. Джагри, - Дигин-Алмалинское — с. Иткран, - Казанчинское — с. Казанчи-Милах, | - Карабабинское — с. Шахбуз, - Кармалиновское — с. Кармалиновка, - Неграмское — с. Чешмабасар, - Тумбульское — с. Тумбуль, - Чананабское — с. Тива, - Шихмахмудское — с. Шихмахмуд, |

## Населённые пункты
Крупнейшие населённые пункты уезда (население, 1908 год) 
| №  | Населённые пункты | Население, всего |
| -- | ----------------- | ---------------- |
| 1  | Абракунис         | 1116             |
| 2  | Аза-верхняя       | 1527             |
| 3  | Азнабюрт          | 1291             |
| 4  | Акулисы-верхние   | 2300             |
| 5  | Акулисы-нижние    | 1289             |
| 6  | Бадамлу           | 1141             |
| 7  | Биляв             | 1320             |
| 8  | Бист              | 1475             |
| 9  | Вананд            | 1333             |
| 10 | Джагри арм.       | 1238             |
| 11 | Джагри тат.       | 3450             |
| 12 | Джульфа           | 1105             |
| 13 | Досты             | 2386             |
| 14 | Казанчи           | 1328             |
| 15 | Карабагляр        | 1829             |
| 16 | Караханбеклу      | 1145             |
| 17 | Кивраг            | 1625             |
| 18 | Кузнут            | 2589             |
| 19 | Нахичевань        | 9978             |
| 20 | Неграм            | 3831             |
| 21 | Норс              | 1357             |
| 22 | Ордубат           | 2589             |
| 23 | Сураб             | 1124             |
| 24 | Тумбул            | 1743             |
| 25 | Хок               | 1127             |
| 26 | Шахтахты          | 1025             |
| 27 | Шихмахмуд         | 1368             |
| 28 | Ямхана            | 1033             |
| 29 | Яримджа           | 1280             |